# Шапур-Хварра
Шапур-Хварра (среднеперс. Šāhpuhr-Xwarra, что означает «слава Шапура») — одна из четырёх (позже пяти) административных единиц сасанидской провинции Парс. Остальными были Ардашир-Хварра, Истахр и Дарабгерд, в то время как пятая, под названием Арраджан, была создана в начале VI века Кавадом I (498—531).